# Hill Air Force Base

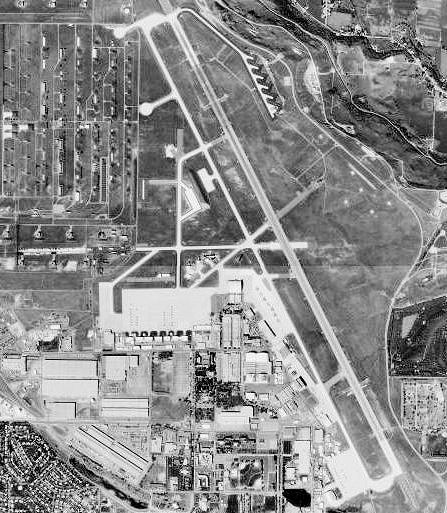
Ortofoto av Hill Air Force Base, 1997.

Hill Air Force Base (förkortning: Hill AFB) är en militär flygplats (IATA: HIF, ICAO: KHIF, FAA LID: HIF) tillhörande USA:s flygvapen i delstaten Utah som är belägen i Davis County och Weber County omedelbart söder om Ogden och 48 kilometer norr om Salt Lake City.

## Bakgrund
Basens ursprung leds tillbaka till 1934 och ett misslyckat experiment med flygpost och uppförandet av en flygdepå på platsen. 1939 beviljade USA:s kongress medel för en permanent flygdepå. Basen är namngiven efter major Ployer Peter Hill som dog i en olycka på Wright Field i prototypen för vad som senare skulle bli bombflygplanet B-17 Flying Fortress. Den togs i drift under 1940 och blev en viktig verkstad och underhållsanläggning för United States Army Air Forces (USAAF) under andra världskriget. Som mest under kriget arbetade det 22 000 personer där 1943. På 1950-talet byggdes anläggningar för livscykelhantering av jetflygplan och robotar, en uppgift som kvarstår än i dag. 
388th Fighter Wing stationerades på Hill AFB 1975 och blev 1979 det första förbandet i USA:s flygvapen med F-16 Fighting Falcon i aktiv tjänst; flygplanstypen användes fram till 2017 och hade då deltagit i Gulfkriget, Afghanistankriget, Irakkriget samt bevakning av luftrummet under Olympiska vinterspelen 2002. 2015 blev de även de första med F-35 Lightning.

## Verksamhet

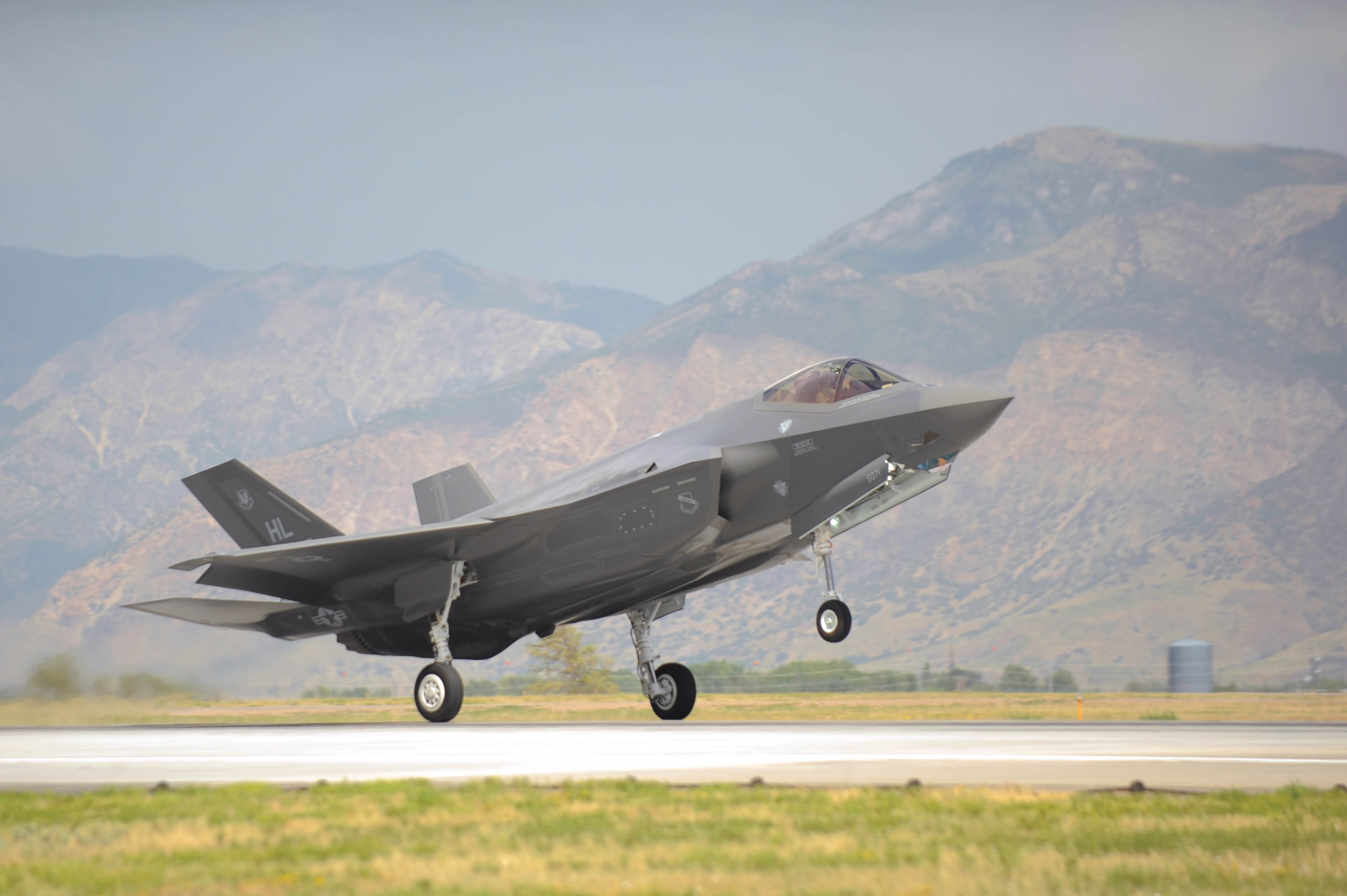
En F-35A Lightning II landar på Hill Air Force Base i september 2015.

Värdförbandet är 75th Air Base Wing (75 ABW) som sorterar under Air Force Sustainment Center (som i sin tur är en del av Air Force Materiel Command). 75 ABW ansvarar även för övningsområdet Utah Test and Training Range (UTTR) i delstatens västra del på gränsen till Nevada. Andra anknutna verksamheter inkluderar Ogden Air Logistics Complex samt detachement från Air Force Life Cycle Management Center och Air Force Nuclear Weapons Center.
Där finns även 388th Fighter Wing (388 FW) som tillhör Twelfth Air Force/Air Combat Command (12 AF/ACC) med 78 stycken F-35 Lightning. Associerad med 388 FW är 419th Fighter Wing (419 FW) i Air Force Reserve Command.
På Hill AFB finns även Hill Aerospace Museum med ett 70-tal utställda militärflygplan.